# Leonin (wiersz)
Leonin – średniowieczny heksametr z rymem średniówkowo-klauzulowym. Nazwa wywodzi się prawdopodobnie od imienia dwunastowiecznego poety Leona, kanonika klasztoru Świętego Wiktora.